# فيازنيكي
فيازنيكي (بالروسية: Вязники) هي إحدى مدن روسيا في الكيان الفدرالي الروسي فلاديمير أوبلاست.